# Montberol
Montberol (en francès Montbron) és un municipi francès situat al departament del Charente i a la regió de la Nova Aquitània. L'any 2007 tenia 2.167 habitants.

## Demografia

### Població
El 2007 la població de fet de Montbron era de 2.167 persones. Hi havia 942 famílies de les quals 317 eren unipersonals (146 homes vivint sols i 171 dones vivint soles), 343 parelles sense fills, 207 parelles amb fills i 75 famílies monoparentals amb fills.
La població ha evolucionat segons el següent gràfic:
Habitants censats

### Habitatges
El 2007 hi havia 1.195 habitatges, 980 eren l'habitatge principal de la família, 124 eren segones residències i 91 estaven desocupats. 1.023 eren cases i 165 eren apartaments. Dels 980 habitatges principals, 642 estaven ocupats pels seus propietaris, 315 estaven llogats i ocupats pels llogaters i 23 estaven cedits a títol gratuït; 9 tenien una cambra, 70 en tenien dues, 184 en tenien tres, 337 en tenien quatre i 380 en tenien cinc o més. 650 habitatges disposaven pel capbaix d'una plaça de pàrquing. A 492 habitatges hi havia un automòbil i a 347 n'hi havia dos o més.

### Piràmide de població
La piràmide de població per edats i sexe el 2009 era:
| Homes | Edats   | Dones |
| ----- | ------- | ----- |
| 4     | 95 o +  | 4     |
| 8     | 90 a 94 | 48    |
| 28    | 85 a 89 | 32    |
| 32    | 80 a 84 | 28    |
| 44    | 75 a 79 | 60    |
| 68    | 70 a 74 | 88    |
| 80    | 65 a 69 | 76    |
| 76    | 60 a 64 | 72    |
| 40    | 55 a 59 | 60    |
| 44    | 50 a 54 | 60    |
| 80    | 45 a 49 | 44    |
| 92    | 40 a 44 | 92    |
| 108   | 35 a 39 | 68    |
| 64    | 30 a 34 | 72    |
| 60    | 25 a 29 | 68    |
| 48    | 20 a 24 | 44    |
| 68    | 15 a 19 | 68    |
| 56    | 10 a 14 | 56    |
| 48    | 5 a 9   | 48    |
| 44    | 0 a 4   | 52    |

## Economia
El 2007 la població en edat de treballar era de 1.218 persones, 878 eren actives i 340 eren inactives. De les 878 persones actives 775 estaven ocupades (427 homes i 348 dones) i 103 estaven aturades (43 homes i 60 dones). De les 340 persones inactives 146 estaven jubilades, 88 estaven estudiant i 106 estaven classificades com a «altres inactius».

### Ingressos
El 2009 a Montbron hi havia 991 unitats fiscals que integraven 2.099,5 persones, la mediana anual d'ingressos fiscals per persona era de 15.500 €.

### Activitats econòmiques
Dels 153 establiments que hi havia el 2007, 1 era d'una empresa extractiva, 6 d'empreses alimentàries, 3 d'empreses de fabricació de material elèctric, 7 d'empreses de fabricació d'altres productes industrials, 28 d'empreses de construcció, 39 d'empreses de comerç i reparació d'automòbils, 3 d'empreses de transport, 9 d'empreses d'hostatgeria i restauració, 5 d'empreses financeres, 8 d'empreses immobiliàries, 15 d'empreses de serveis, 18 d'entitats de l'administració pública i 11 d'empreses classificades com a «altres activitats de serveis».
Dels 57 establiments de servei als particulars que hi havia el 2009, 1 era una oficina d'administració d'Hisenda pública, 1 gendarmeria, 1 oficina de correu, 2 oficines bancàries, 2 funeràries, 6 tallers de reparació d'automòbils i de material agrícola, 1 taller d'inspecció tècnica de vehicles, 1 autoescola, 4 paletes, 7 guixaires pintors, 2 fusteries, 4 lampisteries, 6 electricistes, 2 empreses de construcció, 3 perruqueries, 2 veterinaris, 5 restaurants, 4 agències immobiliàries, 2 tintoreries i 1 saló de bellesa.
Dels 21 establiments comercials que hi havia el 2009, 1 era un supermercat, 2 botiges de menys de 120 m², 3 fleques, 4 carnisseries, 1 una llibreria, 3 botigues de roba, 1 una sabateria, 1 una botiga de material esportiu, 1 una botiga de material de revestiment de parets i terra, 1 una joieria i 3 floristeries.
L'any 2000 a Montbron hi havia 64 explotacions agrícoles que ocupaven un total de 2.187 hectàrees.

## Equipaments sanitaris i escolars
El 2009 hi havia 2 farmàcies i 2 ambulàncies.
El 2009 hi havia 1 escola maternal i 1 escola elemental. Montbron disposava d'un col·legi d'educació secundària amb 254 alumnes.

## Poblacions més properes
El següent diagrama mostra les poblacions més properes.